# Hadad-Yis'i-Statue

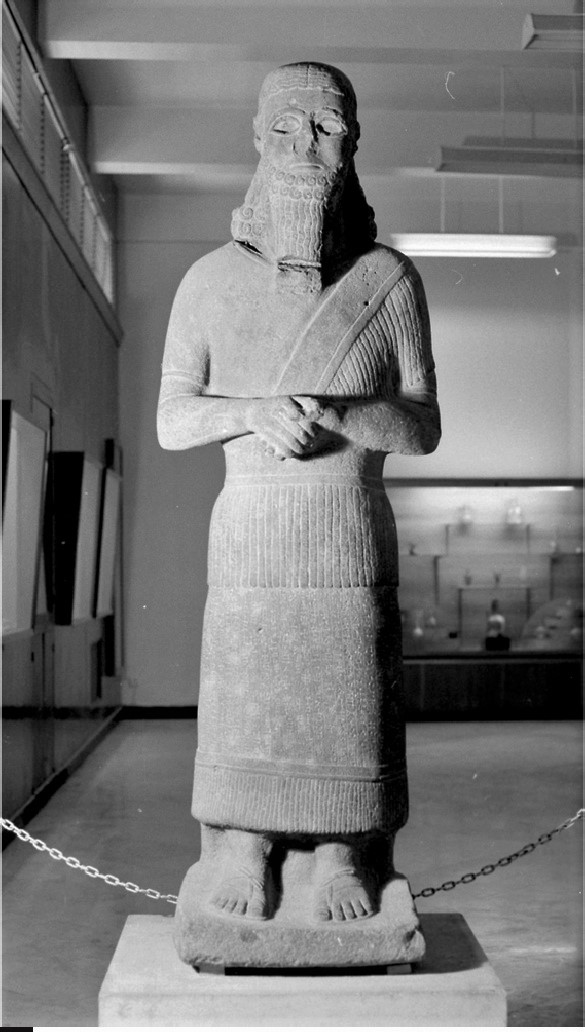
Statue des Hadad-yis'i

Die Hadad-yis'i-Statue wurde zufällig am 22. Februar 1979 bei Tell Fecheriye (im Nordosten von Syrien) entdeckt, als ein Bauer sein Feld mit einer Planierraupe erweitern wollte. Die Statue datiert um 850 v. Chr. und ist vor allem wegen der zwei Texte, die sich auf ihr befinden, von großer Bedeutung. Die Statue befindet sich heute im Nationalmuseum Damaskus. Sie stellt in Lebensgröße einen stehenden Mann, offensichtlich Hadad-yis'i, dar. Seine Hände sind auf dem Bauch gefaltet, seine Beine stehen dicht beisammen. Hadad-yis'i war Statthalter von Guzana. Er ist nicht aus anderen Quellen bekannt.
Die Statue ist aus Basalt gearbeitet und hat stilistische Ähnlichkeiten mit assyrischen Rundplastiken. Auf dem langen Gewand der Statue befinden sich zwei Texte, einer in  Aramäisch, der andere in Assyrisch, wobei beide Inschriften denselben Inhalt haben. Sie berichten von der Errichtung einer Statue und deren Weihung an den Gott Hadad, wobei die Statue eine ältere ersetzt.  Es handelte sich bei der Auffindung um den ersten aramäisch-assyrischen bilingualen Text und um den ältesten datierbaren aramäischen Text. Der assyrische Text enthält zahlreiche Standardformeln, wie sie aus zahlreichen anderen assyrischen Texten bekannt sind. Der assyrische Text ist sicherlich zuerst angebracht worden und nimmt den größten Teil des Gewandes ein. Die Texte sind weitestgehend fehlerfrei, doch werden im assyrischen Text Wörter bei einem Zeilenumbruch auf zwei Zeilen verteilt, was sonst eher ungewöhnlich ist.
Der aramäische Text ist von besonderem Interesse. Es gibt sonst kaum einen anderen so frühen und langen aramäischen Text. Frühe aramäische Texte zeigen viele lokale Eigenheiten, die auf diverse lokale Dialekte schließen lassen. Auch der Text auf der Statue hat Eigenheiten, die auf einen lokalen Dialekt deuten. Bemerkenswert ist aber, dass sich hier sprachliche Eigenheiten finden, die sich auch im Reichsaramäisch des Achämenidenreiches finden. Der Text liefert auch zahlreiche neue Wörter, die bisher nicht aus dem Früharamäischen bekannt waren. Es gibt auch Verbindungen zum Hebräischen. Interessant ist dabei eine Phrase, die sich auf Hadad-Yis'i bezieht, der als der die Regionen bereichert bezeichnet wird. Im Aramäischen erscheint das Wort ‘dn für bereichern, das vorher nicht bezeugt war. Hier mag eine Verbindung zum biblischen Garten Eden bestehen, dessen Etymologie bisher unsicher war, wobei man eine Verbindung zum sumerischen Wort edin – Steppe vermutete.